# Max von Chézy
Pour les articles homonymes, voir Chézy.
Maximilian Anton Théodor de Chézy (né le 25 janvier 1808 à Paris, mort le 14 décembre 1846 à Heidelberg) est un peintre allemand.

## Biographie

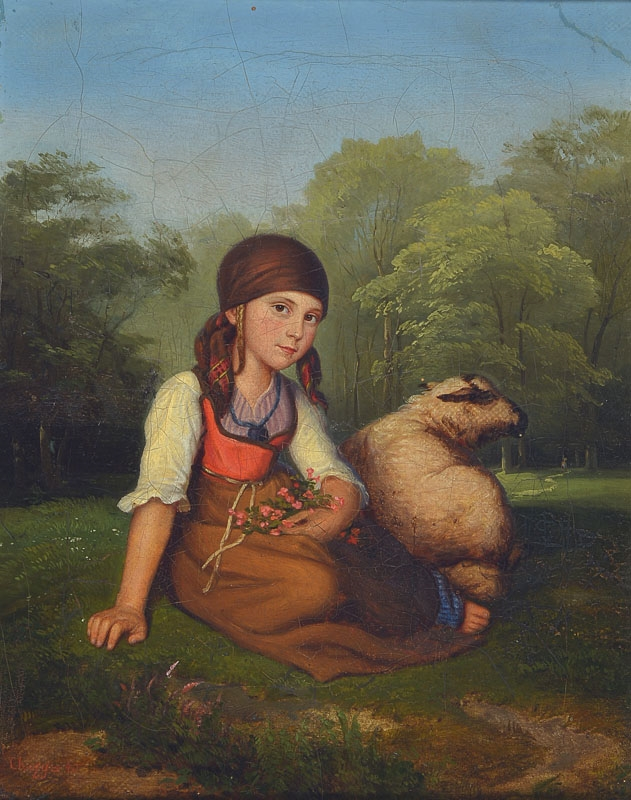
Jeune bergère dans le pré

Il est le deuxième fils de l'orientaliste français Antoine-Léonard Chézy (1773-1832) et de son épouse, la librettiste Helmina von Klenke (1783-1856).
Comme son frère aîné Wilhelm (de), il va au lycée protestant de Dresde. Il étudie la peinture à Dresde auprès de Ferdinand Hartmann et de Karl Wilhelm Wach. D'autres lieux d'études sont les académies de Vienne et de Munich. À Paris, vers 1830, son père lui donne comme professeur Louis Hersent. En mars 1831, il vit à Munich, à l'automne 1831, Max déménage avec son frère à Baden-Baden. En 1836, il séjourne à Ischl. Il s'installe plus tard à Munich. En 1841 et 1842, il donne des cours à l'académie des beaux-arts de Düsseldorf.
Pour son ami Anton von Spaun (de), Chézy (avec Johann Fischbach) peint à l'aquarelle des costumes traditionnels autrichiens portés par l'empereur François pour se divertir lors d'un festival folklorique en octobre 1833.